# Sinobambusa tootsik
Sinobambusa tootsik là một loài thực vật có hoa trong họ Hòa thảo. Loài này được (Makino) Makino ex Nakai miêu tả khoa học đầu tiên năm 1925.

## Hình ảnh

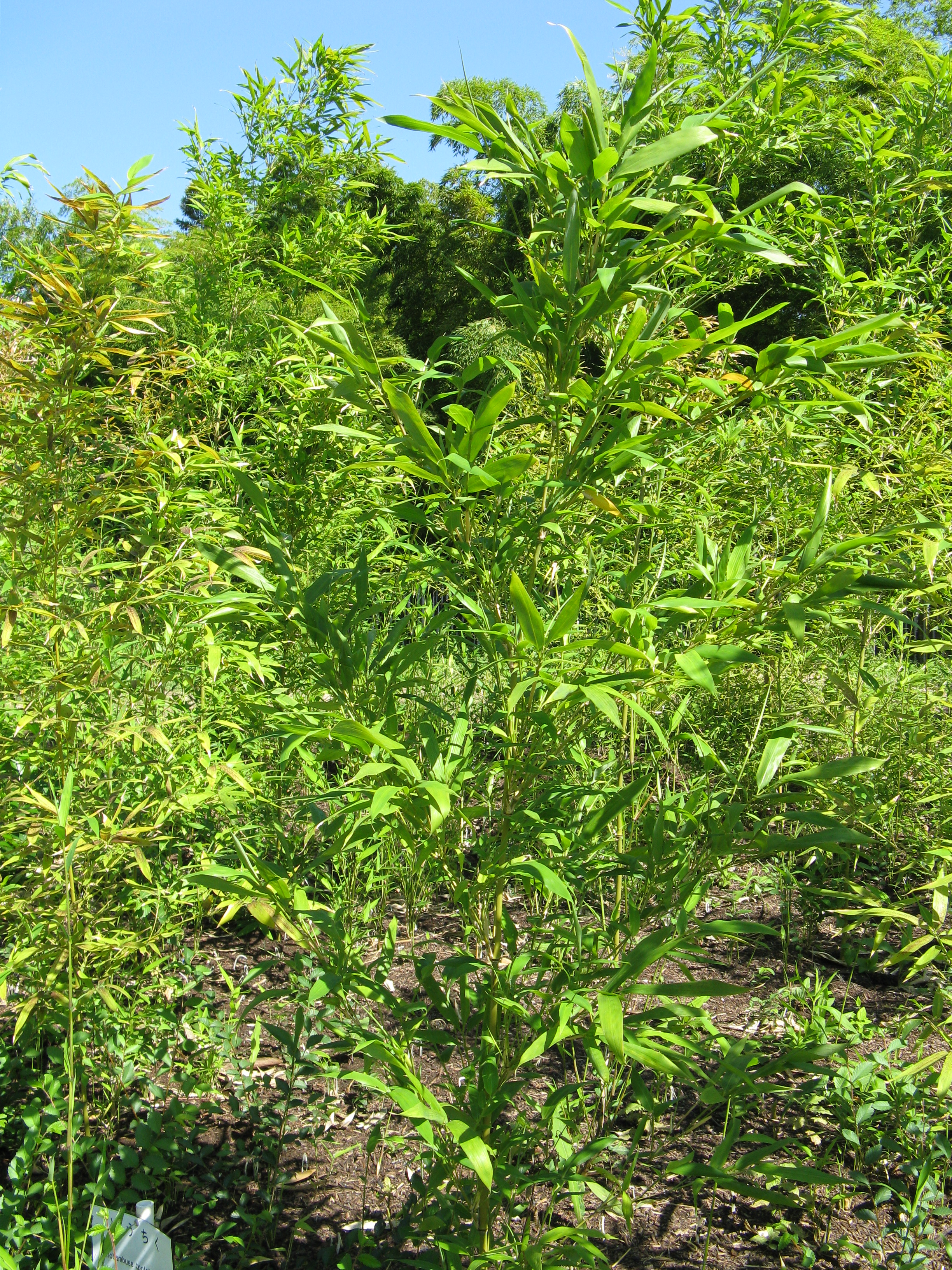
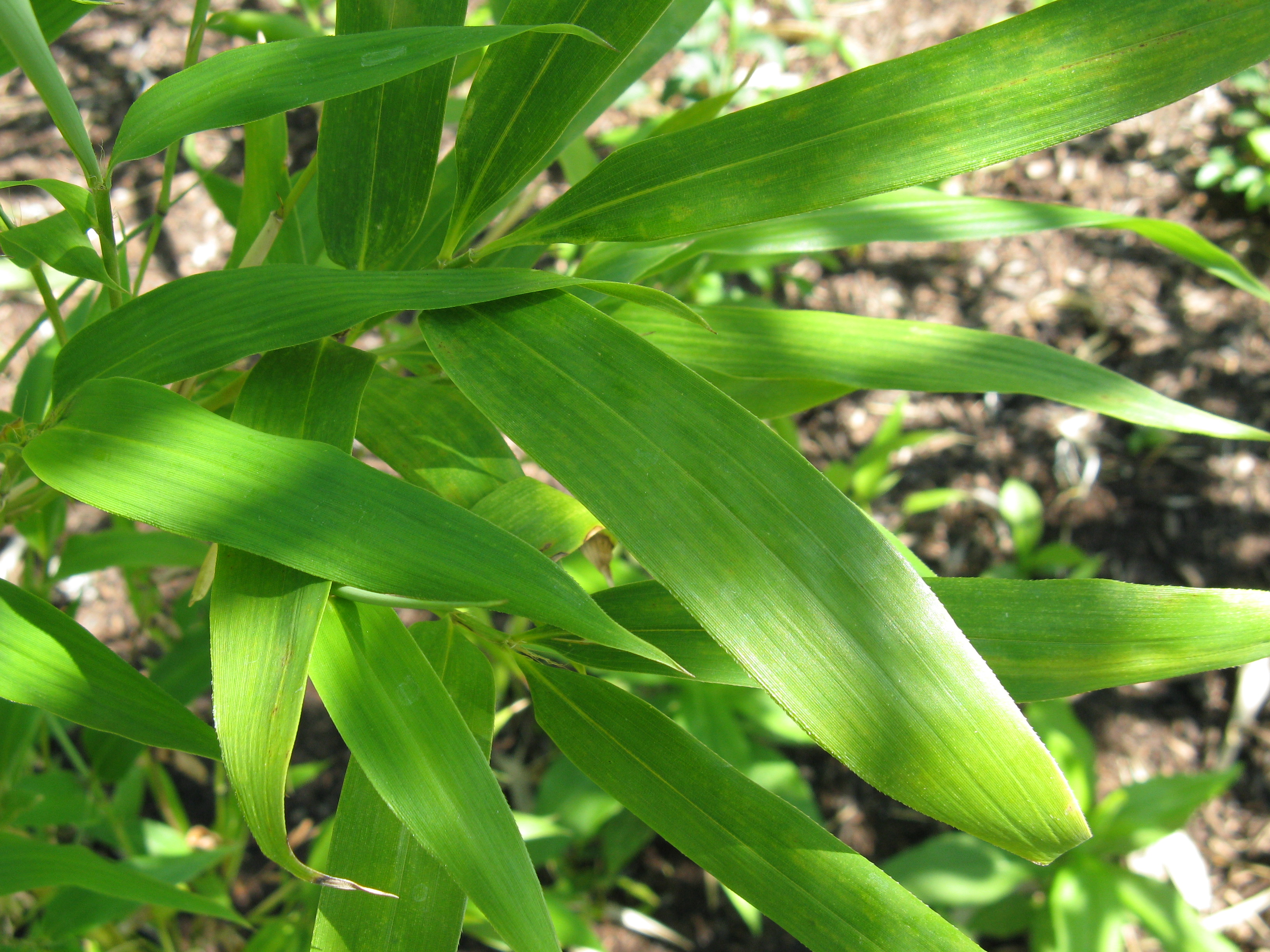
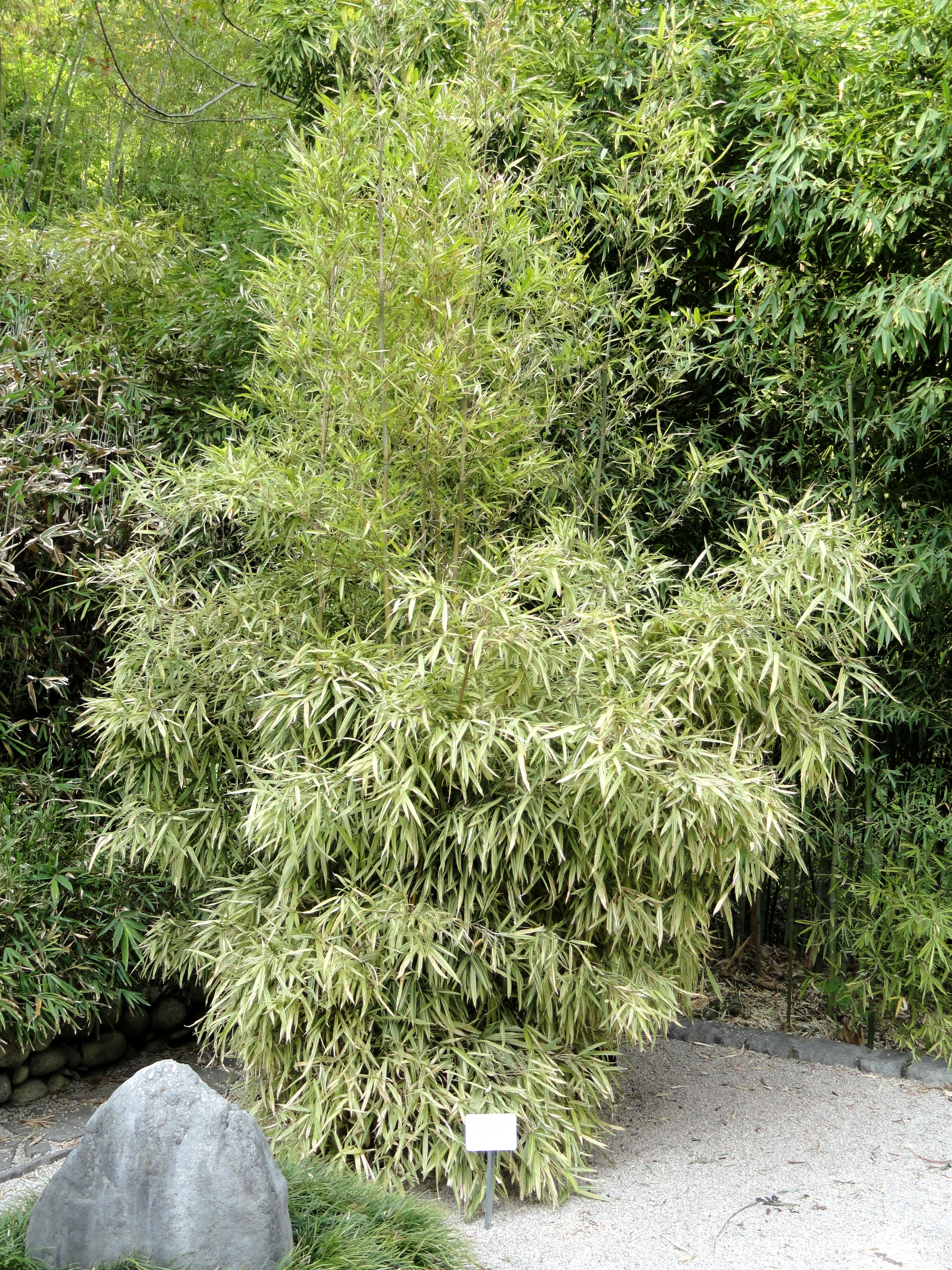
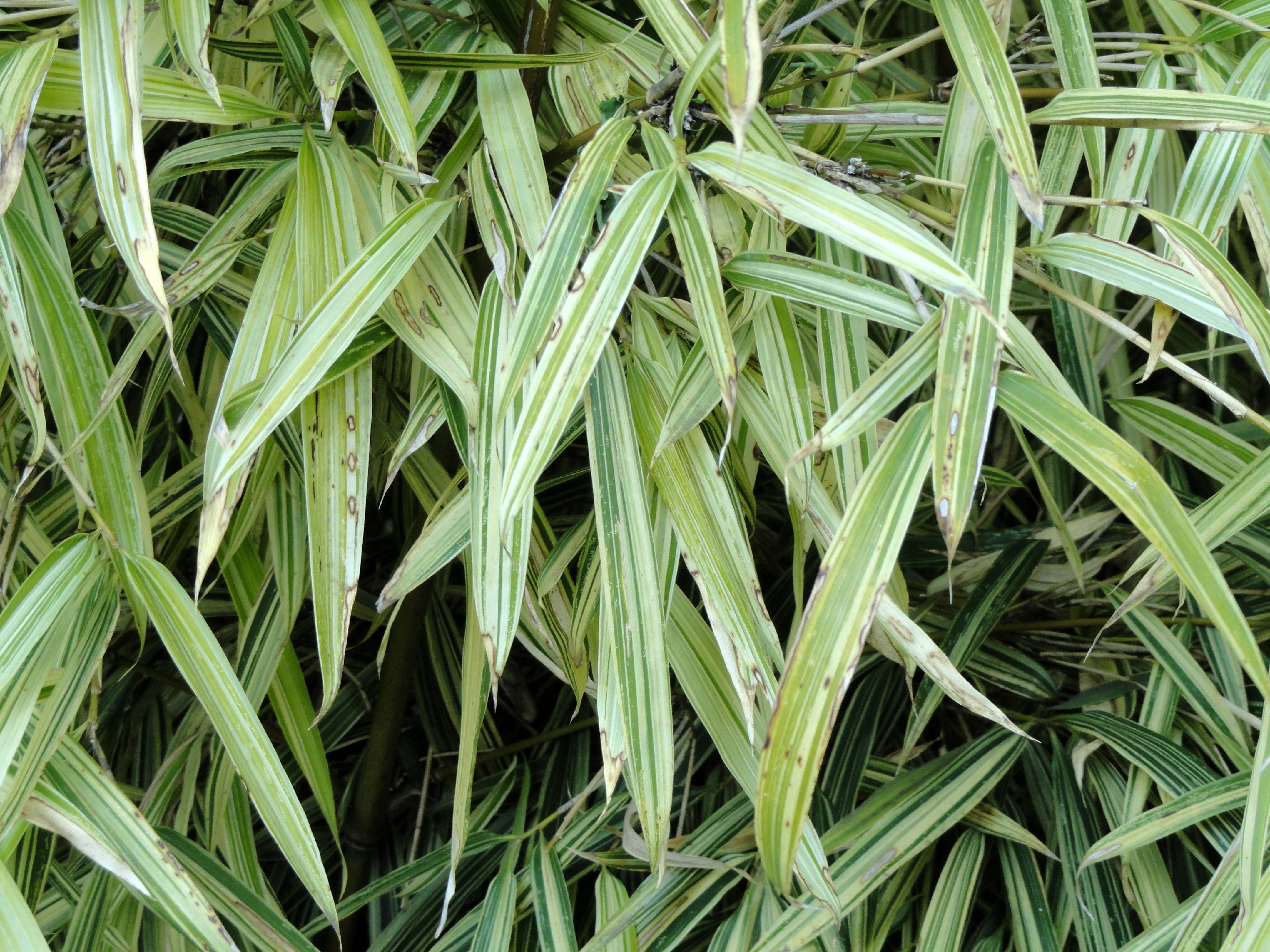